# Anthony J. Arduengo

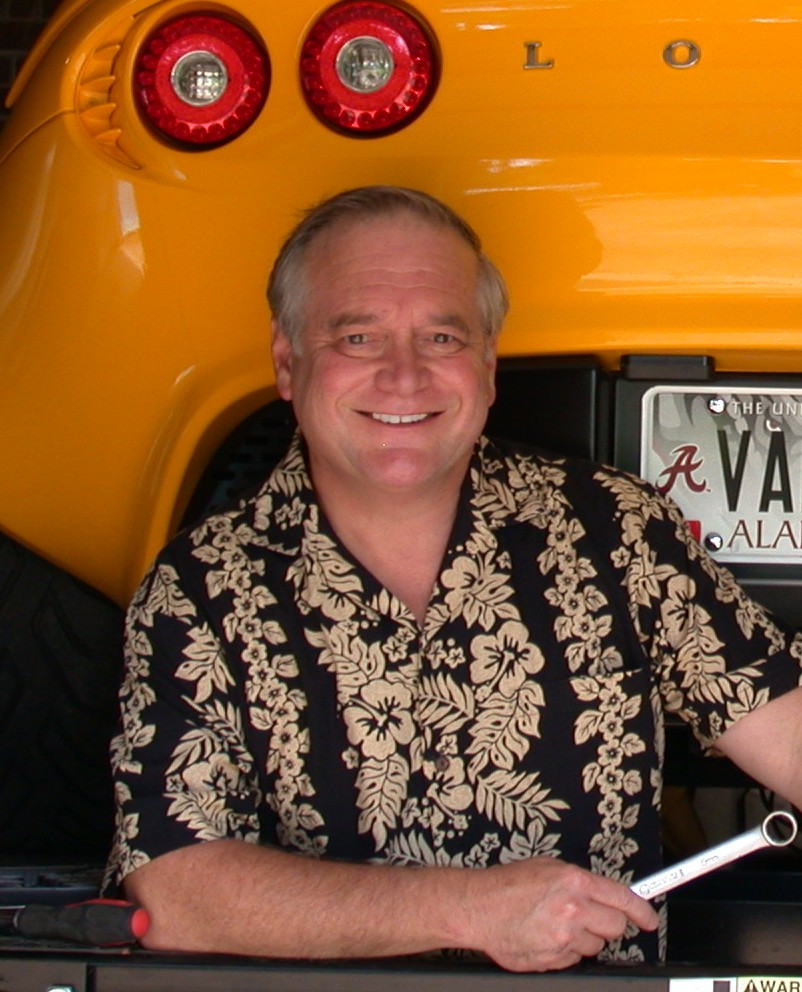
Anthony J. Arduengo

Anthony Joseph Arduengo III. (* 1952 in Tampa (Florida)) ist ein US-amerikanischer Chemiker (Organische Chemie), bekannt für Beiträge zur Chemie der Carbene.
Arduengo studierte am Georgia Institute of Technology mit dem Bachelor-Abschluss 1974 und der Promotion bei Edward M. Burgess 1976. Danach war er bis 1998 bei DuPont unterbrochen von einer Zeit als Assistant Professor an der University of Illinois von 1977 bis 1984. Er wurde 1988 Research Leader bei DuPont und 1995 Research Fellow. 1999 wurde er Saxon Professor für Chemie an der University of Alabama in Tuscaloosa.
Arduengo untersuchte schon im Studium organische Verbindungen mit Hauptgruppenelementen und ungewöhnlichen Bindungsverhältnissen. 1980 führte er mit James Cullen Martin und Jay Kochi die N-X-L Notation für hypervalente Verbindungen von Hauptgruppenelementen ein (dabei steht N für die Anzahl der Valenzelektronen, X für das zentrale Atom und L für die Anzahl der Liganden).
Arduengo ist bekannt für die Entdeckung (1991) der N-Heterocyclischen Carbene (NHC), manchmal auch Arduengo-Carbene genannt. Sie bilden die erste erfolgreiche Gruppe stabiler isolierbarer Carbene. Das läutete einen großen Aufschwung in der Carben-Chemie ein. Arduengo konnte später auch die Arbeiten von Hans-Werner Wanzlick, der um 1960 die Existenz stabiler Carbene vermutete (Dihydroimidazol-2-ylidene), aufgreifen und zeigen, dass die von ihm postulierten Kandidaten stabilisierbar und danach isolierbar waren.
Er ist Mitglied der American Association for the Advancement of Science und erhielt den Humboldt-Forschungspreis, mit dem er 1996 an der TU Braunschweig bei Reinhard Schmutzler war, wo er auch danach Gastprofessor war.
Er ist passionierter Autobastler.

## Schriften
- mit Roland Krafczyk: Auf der Suche nach stabilen Carbenen, Chemie in unserer Zeit, Band 32, Heft 1, 1998, S. 6–14